# Evangelische Kirche (Kubach)

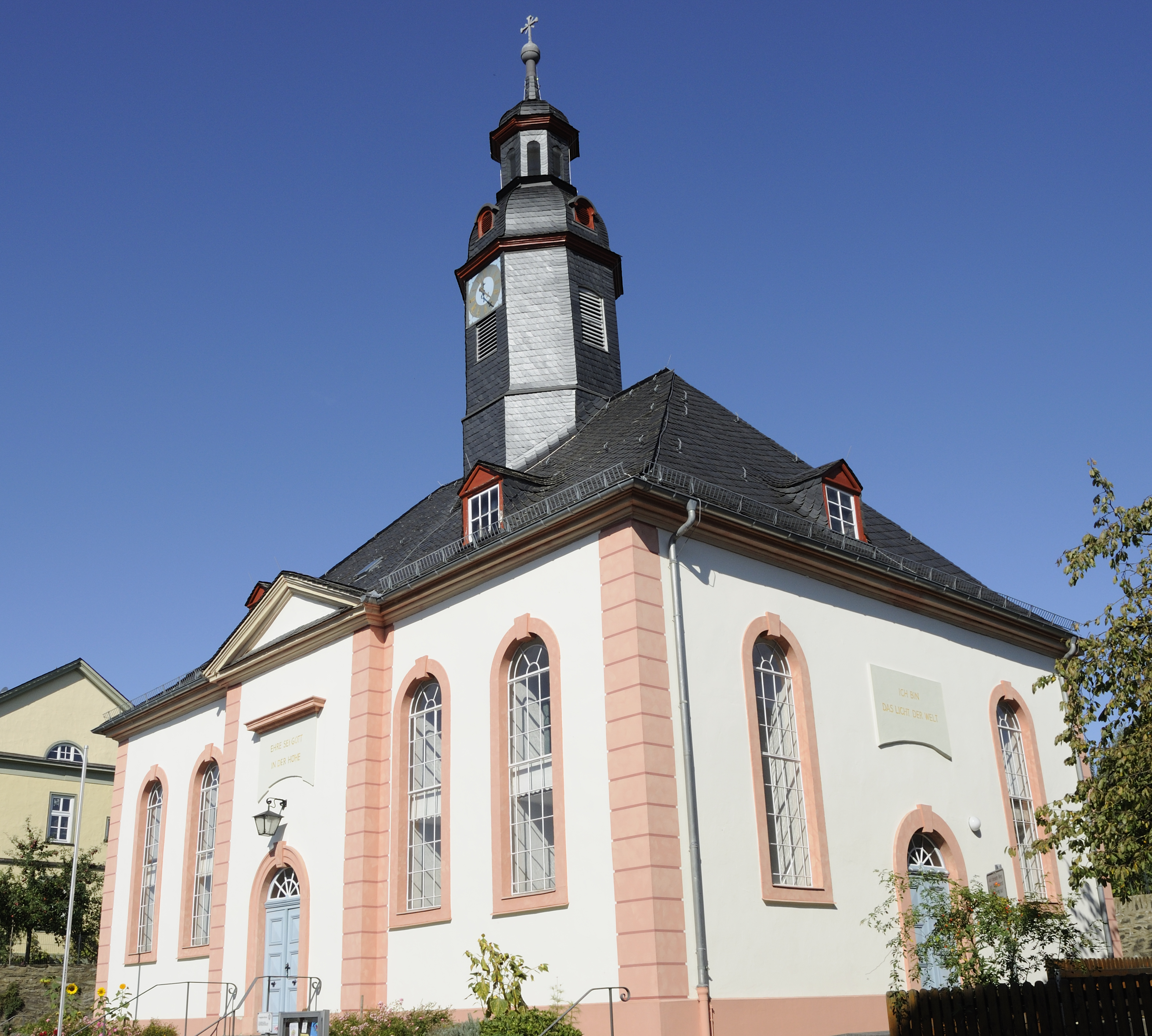
Evangelische Kirche (Kubach)

Die evangelische Kirche Kubach ist ein denkmalgeschütztes Kirchengebäude in Kubach, einem Ortsteil der Stadt Weilburg im Landkreis Limburg-Weilburg (Hessen). Die seit 2021 vereinigte Kirchengemeinde Kubach-Hirschhausen gehört zum Dekanat an der Lahn in der Propstei Nord-Nassau der Evangelischen Kirche in Hessen und Nassau.

## Beschreibung
Im Jahr 1516 wurde die erste Kirche im Ort gebaut. Die heutige frühklassizistische Querkirche wurde nach einem Entwurf von Johann Ludwig Leidner zwischen 1782 und 1784 fertiggestellt, nachdem die alte Kirche baufällig geworden war. Sie ist mit einem schiefergedeckten Walmdach bedeckt, aus dessen Mitte sich ein achteckiger Dachreiter erhebt, auf dem eine glockenförmige Haube sitzt, die von einer Laterne bekrönt wird. An der vorderen Längsseite befindet sich in der Mitte ein Risalit, der mit einem Tympanon bedeckt ist. 
Der mit einer hölzernen Flachdecke überspannte Innenraum hat eine umlaufende, schlichte Empore auf schlanken hölzernen Stützen, die vom Kanzelaltar gegenüber dem Eingang unterbrochen ist. Die Orgel wurde 1842 von Daniel Raßmann gebaut.